# Собрашица
Собрашица је дрвена зграда, кућа која се у Србији градила у 19. веку. 
Собрашице су се градиле у непосредној близини цркве или манастира, а служиле су за окупљање народа у време разноразних светковина, сабора или црквених празника.
Једноставног су облика, правоугаоне основе, са ниским, каменом озиданим темељом и четвороводним кровом, покривене шиндром или покривачем од печене земље, у зависности од поднебља. Често су и сасвим без зидова - четири стуба са кровом изнад.